# Ali Mohammed Mudschawwar
Ali Mohammed Mudschawwar (arabisch علي محمد مجور, DMG ʿAlī Muḥammad Muǧawwar, englische Transkription: Mujawwar, auch als Mujawar oder Mujur; * 1953) ist ein jemenitischer Politiker.
Ali Mohammed Mudschawwar war zunächst Energieminister und wurde am 31. März 2007 zum Nachfolger von Abd al-Qadir Badschamal als Ministerpräsident seines Landes ernannt. Am 7. Dezember 2011 löste ihn eine Übergangsregierung unter Mohammed Basindawa ab.